# Medium
Medium — платформа для електронних публікацій, створена співрозробником Blogger та співзасновником Twitter Еваном Вільямсом і запущена у серпні 2012 року. Доступна будь-яким користувачам на безоплатній основі та відзначається можливістю простими засобами оформляти публікації на професійному дизайнерському рівні.

## Концепція
В інтерв'ю газеті Нью-Йорк Таймс Еван Вільямс пояснював головне покликання Medium, з одного боку вийти за рамки обмежень у кількості знаків, характерних для Твіттеру, а з іншого боку запропонувати розв'язання проблеми засміченості мережі недостовірною та низькопрофесійною інформацією. Однак, такий підхід не обов'язково означає спрямованість на дуже довгі матеріали; на це натякає сама назва, що перегукується із гаслом платформи «not to long, not too short, just medium» («не надто довго, не надто коротко, середньо»). Особливістю Medium є зорієнтованість на поширення публікацій не серед кола друзів, а на ширший загал. За словами одного співзасновників Medium Біза Стоуна, платформа є спробою еволюційного стрибка у видавничій справі, оскільки Medium задає високу планку якості матеріалів, але публікує як професійних авторів, так і маловідомих авторів.

## Історія

### Розробка
Medium виник як спроба дати можливість користувачам Твіттеру вийти за обмежуючі рамки 140 знаків, тому спочатку реєстрація у Medium відбувалась через вже існуючий обліковий запис у Twitter. У жовтні 2011 року Вільямс почав роботу над прототипом нової платформи, для чого залучив канадську дизайн-студію Teehan+LaX. Прототип був завершений у серпні 2012 і на його основі The Obvious Corporation та Teehan+LaX почали розробку проєкту Medium. Бета-версія платформи була запущена 14 серпня 2012 року, на два тижні пізніше запланованого терміну. На цей момент сервіс представляв користувачам ознайомчі колекції статей не відкриваючи повного доступу до публікацій. Далі були розроблено візуальну айдентику, шаблони статей, інтерфейс та текстовий процесор.

### Становлення
У серпні 2013 року платформа Medium була виділена у самостійну компанію, яка придбала інтернет-журнал Matter, засновники якого Бобі Джонсон та Джим Гілес долучились до редакції Medium. 25 жовтня 2013 сервіс запустив версію 1.0, відкривши можливість публікації всім користувачам. У березні 2014 вийшов мобільний додаток Medium для iOS.
На початку 2017 року Еван Вільямс оголосив про скорочення команди Medium, та створення «нової моделі заохочення дописувачів» і зосередження на інтересах «допитливих читачів які хочуть ще кмітливіше пізнати світ».

## Користування
Програмна платформа забезпечує повний WYSIWYG користувацький інтерфейс для писання онлайн на основі одного шаблону із великою кількістю вільного простору та простими можливостями візуально привабливого форматування тексту, виділяння цитат та розміщення фото і відео матеріалів. Після того як матеріал опублікований його можуть рекомендувати чи поширити інші особи за зразком Твіттеру. Дописи можна оцінювати так само як на Reddit, а контент може бути долученим до конкретної теми, так само як у Tumblr. На відміну від Blogger публікації сортується за темами, а не авторами. У платформі використовується система рекомендацій, яка нагадує «подобається» у Facebook і являє собою систему тегів. Вони розподіляють матеріали на різні категорії, що дає можливість користувачам легше орієнтуватись та знаходити цікаві матеріали. У Medium, система кількості «уподобань», характерна для соціальних мереж, замінена на систему оцінки кількості часу потраченого на читання матеріалу користувачами. Публікації зберігаються на хості, як газета чи журнал. Закладена можливість працювати над матеріалами спільно з іншими авторами, та робити особисті помітки на полях, а також зберігати чернетки. Користувач також може визначати основне зображення, яке буде виникати при перепублікації матеріалу в соціальних мережах, задавати ключові слова, або скорочувати великі вебадреси публікацій що написані не латинським шрифтом. Можна також визначати час коли матеріали мають бути оприлюднені. Medium дає підказки початківцям, які допомагають швидше освоїти процес створення публікації.

## Оцінка
Платформа отримала схвальні оцінки у таких впливових виданнях як The Guardian та TechCrunch. Разом із тим до негативних сторін платформи відносять обмеження контролю автора над матеріалами які пропонують читачу і неуважне ставлення до авторських прав.